# Буковецкий перевал
Буковецкий перевал (укр. Буковецький перевал) — перевал в Покутско-Буковинских Карпатах. Расположен в Верховинском районе Ивано-Франковской области, возле сёл Буковец (по которому и назван) и Криворивня, на водоразделе рек Рыбница и Чёрный Черемош. Высота — 810 м. Склоны пологие, слабо залесены, перемежаются лугами. Через перевал проходит автодорога P-24: Косов — Верховина.
На перевале берёт начало пешеходный маршрут к местной достопримечательности природы — скалы Писаный Камень, а также на хребет Игрец с вершиной Игрец (1311 м) и Буковецкий водопад.